# Eustrotia eremotropha
Eustrotia eremotropha är en fjärilsart som beskrevs av Turner 1932. Eustrotia eremotropha ingår i släktet Eustrotia och familjen nattflyn. Inga underarter finns listade i Catalogue of Life.